# Кубок Оману з футболу 2016—2017
Кубок Оману з футболу 2016—2017 — 44-й розіграш кубкового футбольного турніру в Омані. Титул володаря кубка втретє здобув Аль-Сувейк.

## Календар
| Раунд                        | Дата                              | Матчі | Клуби   |
| ---------------------------- | --------------------------------- | ----- | ------- |
| Перший кваліфікаційний раунд | 14 жовтня 2016                    | 4     | 38 → 34 |
| Другий кваліфікаційний раунд | 21 жовтня 2016                    | 2     | 34 → 32 |
| 1/16 фіналу                  | 17-19 листопада 2016              | 16    | 32 → 16 |
| 1/8 фіналу                   | 9-10 грудня 2016                  | 8     | 16 → 8  |
| 1/4 фіналу                   | 15-16 грудня 2016/ 13 лютого 2017 | 4     | 8 → 4   |
| 1/2 фіналу                   | 16 березня/11 квітня 2017         | 4     | 4 → 2   |
| Фінал                        | 25 травня 2017                    | 1     | 2 → 1   |

## 1/8 фіналу
| Команда 1      | Рахунок | Команда 2        |
| -------------- | ------- | ---------------- |
| 9 грудня 2016  |         |                  |
| Аль-Рустак     | 1:3     | Оман Клуб        |
| Аль-Хамра (2)  | 1:3     | Дофар            |
| Баушар (2)     | 1:0     | Маскат           |
| Сахам          | 2:1     | Фанджа           |
| 10 грудня 2016 |         |                  |
| Джаалан        | 1:0     | Сохар            |
| Нізва (2)      | 1:2     | Аль-Кабурах      |
| Аль-Сувейк     | 5:2     | Аль-Мудхаїбі (2) |
| Аль-Шабаб      | 1:4     | Аль-Салам (2)    |

## 1/4 фіналу
| Команда 1                     | Заг. | Команда 2   | 1-й матч | 2-й матч |
| ----------------------------- | ---- | ----------- | -------- | -------- |
| 15 грудня 2016/13 лютого 2017 |      |             |          |          |
| Аль-Салам (2)                 | 2:3  | Аль-Сувейк  | 0:1      | 2:2      |
| Сахам                         | 2:1  | Джаалан     | 2:0      | 0:1      |
| 16 грудня 2016/13 лютого 2017 |      |             |          |          |
| Дофар                         | 4:2  | Аль-Кабурах | 3:1      | 1:1      |
| Баушар (2)                    | 0:5  | Оман Клуб   | 0:3      | 0:2      |

## 1/2 фіналу
| Команда 1                 | Заг. | Команда 2  | 1-й матч | 2-й матч |
| ------------------------- | ---- | ---------- | -------- | -------- |
| 16 березня/11 квітня 2017 |      |            |          |          |
| Оман Клуб                 | 1:2  | Аль-Сувейк | 1:0      | 0:2      |
| Сахам                     | 1:2  | Дофар      | 0:2      | 1:0      |

## Фінал
| 25 травня 2017 18:15 (EEST) |

| Аль-Сувейк     | 2:0      | Дофар |
| -------------- | -------- | ----- |
| Кіпре 77', 86' | Протокол |       |

| Султан Кабус, Маскат Арбітр: Ахмед Аль-Каф |